# Pseudepicausta bigotii
Pseudepicausta bigotii är en tvåvingeart som först beskrevs av Macquart 1851.  Pseudepicausta bigotii ingår i släktet Pseudepicausta och familjen bredmunsflugor.
Artens utbredningsområde är Réunion. Inga underarter finns listade i Catalogue of Life.